# Wehrmacht-Einheitskanister

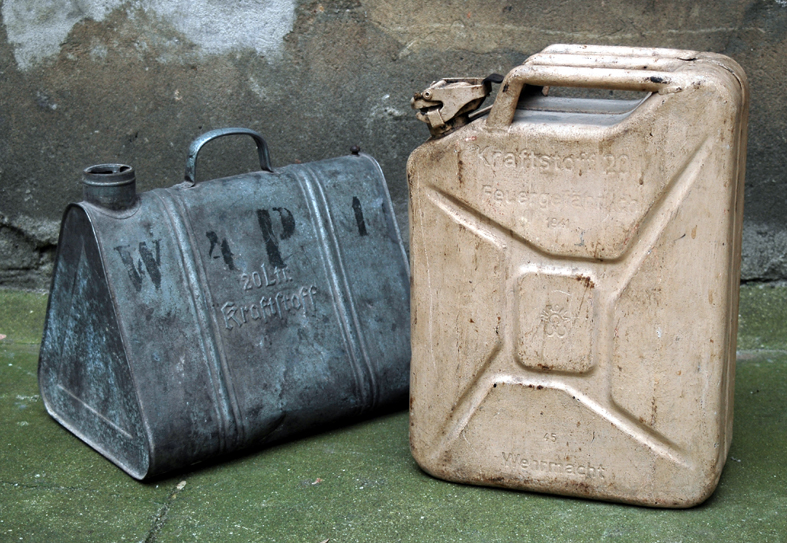
Behälter für 20 Liter Kraftstoff: links ältere Bauart; rechts Wehrmacht-Einheitskanister von 1941 (Hersteller: Nirona)

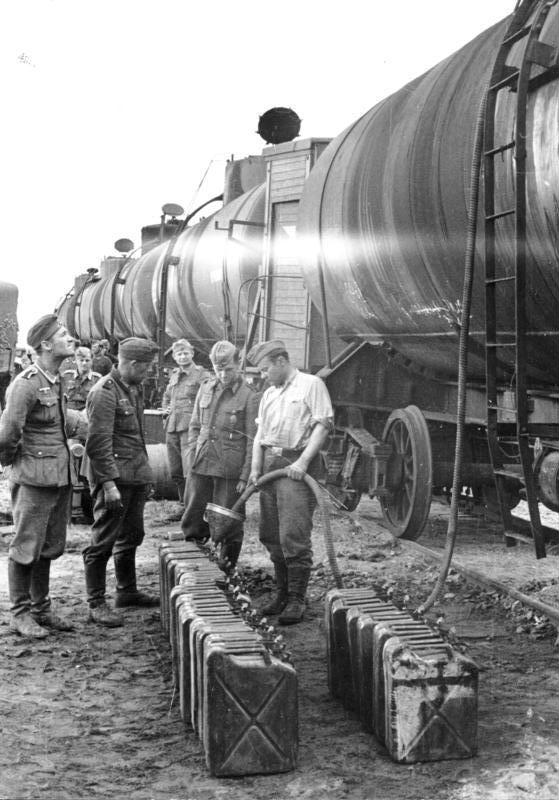
Russland 1941, Soldaten beim Umfüllen von Treibstoff aus Eisenbahn-Kesselwagen in Einheitskanister (frühe Form)

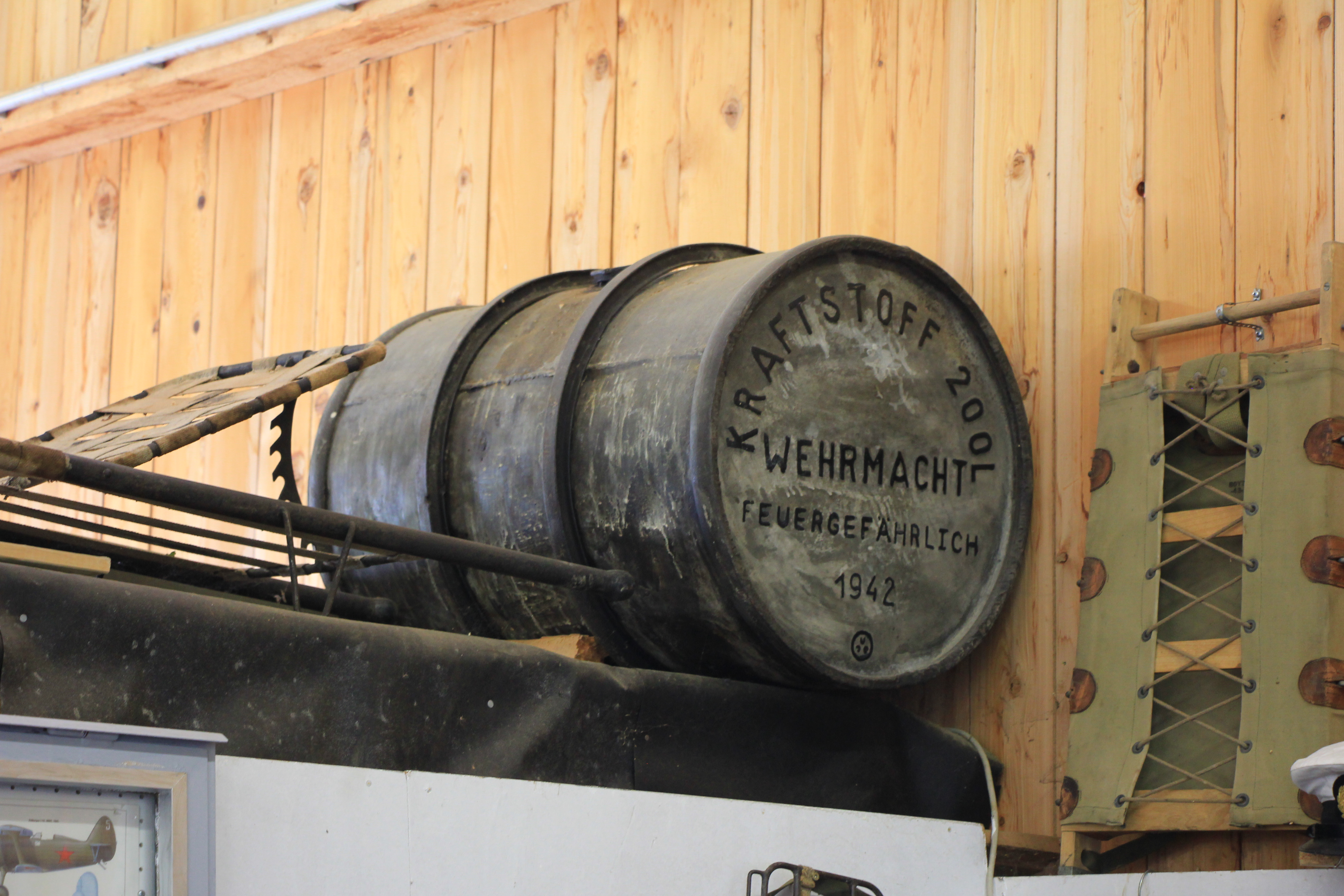
Genormtes 200-Liter Kraftstofffass mit Inhalt für 10 Einheitskanister

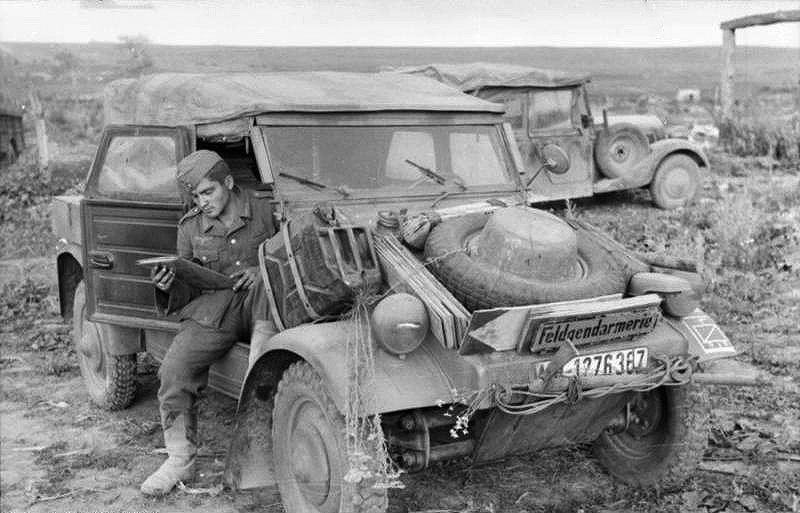
Russland 1943, Wehrmacht-Einheitskanister auf vorderem Kotflügel eines VW-Kübelwagens der Feldgendarmerie

Der Wehrmacht-Einheitskanister ist ein Kanister mit 20 Litern Fassungsvermögen. Er wurde Mitte der 1930er Jahre für die deutsche Wehrmacht entwickelt und war auf nahezu allen europäischen und nordafrikanischen Kriegsschauplätzen des Zweiten Weltkrieges anzutreffen. Die Behälter werden auch heute noch, etwa als „NATO-Benzinkanister“, in großen Stückzahlen in vielen Ländern hergestellt. Der Wehrmacht-Einheitskanister gilt als der klassische Benzin- bzw. Kraftstoffkanister. Im englischen Sprachraum nennt man die Kanister auch jerrycan von jerry als umgangssprachliche Bezeichnung für Deutsche (German).

## Geschichte
Bis zur Entwicklung des Einheitskanisters waren handliche Dreiecks-Kraftstoffbehälter aus geprägtem Blech mit Füllmengen zwischen 2,5 und 20 Litern sowohl im zivilen als auch im militärischen Gebrauch üblich.
Der Wehrmacht-Einheitskanister besteht ebenfalls aus tiefgezogenem Blech und wurde nach einer Ausschreibung 1935/36 vom Schwelmer Eisenwerk Müller & Co. in Schwelm, Westfalen, unter maßgeblicher Beteiligung von Oberingenieur Vinzenz Grünvogel entwickelt. 1936 gelangte eine Serie von 5.000 Stück zwecks Erprobung zur Truppe. Mit der Allgemeinen Heeresmitteilung (AHM) Nr. 324 vom 8. Juli 1937 erfolgte die offizielle Einführung.
Im Jahre 1937 erhielt er seine endgültige Form von Ambi-Budd. Schon im Zweiten Weltkrieg verwendeten die Schweiz und Italien ebenfalls diese Einheitskanister. Auch für die britische Armee ließ das britische War Department baugleiche Kanister einführen. Mit der Landung der Alliierten im Juli 1944 gelangten riesige Mengen dieser Kanister auf das europäische Festland.
Die Spezifikation des Einheitskanisters wurde später in der DIN 7274:1981 (Packmittel; Kanister aus Stahl für Nennvolumen 5, 10, 20 l) zusammengefasst.

## Ausführung
Das ursprüngliche Modell besaß auf beiden Seiten eine einfache, kreuzförmige Sicke zur Verstärkung des Bleches und wurde bis etwa 1941 gefertigt. Das Modell mit verbessertem Profil wurde für Wehrmacht und Waffen-SS von 1939 bis 1945 von 19 Herstellern in großen Mengen produziert. Der Kanister gilt als sehr standfest und öffnungsstabil, d. h. der Sicherheitsverschluss öffnet sich nicht von alleine, sondern er wird mit einem durch Drehen arretierten Splint gesichert.
Als Ausgießhilfe gibt es einen kurzen Stutzen aus biegbaren Metallgliedern, so dass meistens auf einen Einfülltrichter verzichtet werden kann. Die Befestigung am Kanister erfolgt über eine Klauenkupplung wie beim Deckel.
Alternativ zu den aus zwei gepressten Stahlblechen gefertigten Kanistern gibt es auch in der Form ähnliche aus Kunststoff. Diese sind leichter und rosten nicht, sind allerdings mit Schraubverschluss.
Ab 1940 gab es auch einen Einheitsbehälter mit weißer Kreuzkennzeichnung für 20 l Wasser. Für die Farbgebung gibt es unterschiedliche Regeln, um den Inhalt eindeutig zu erkennen - beispielsweise durch das CARB:
- Benzin: Rot
- Diesel: Gelb
- Kerosin: Blau

## Kennzeichnungen
Neben Angaben zum Hersteller des jeweiligen Kanisters tragen die Einheitskanister folgende Einprägungen:
- Kraftstoff 20 l oder Wasser 20 l
- Feuergefährlich (nur bei Kraftstoff)
- Herstellungsjahr
- Hersteller
- dessen deutsches Fertigungskennzeichen (Beispiel: rhs für Rheinmetall-Borsig AG, Sömmerda)
- Eigner (z. B. Heer, Wehrmacht, SS)

Die britischen Kanister erhielten als Kennung das Kürzel W↑D (für das britische War Department, mit dem sogenannten Broad arrow), sie werden umgangssprachlich Jerrycan genannt. 
In der DDR hergestellte Einheitskanister tragen ein Kennzeichen TGL.

## Nachfertigungen und Kopien bzw. Fälschungen
Die bei Sammlern und in Oldtimer-Kreisen beliebten, originalen Wehrmacht-Einheitskanister sind heute gelegentlich noch erhältlich und teilweise in Gebrauch. In Hinsicht auf die erzielten Verkaufspreise werden Nachbauten als Originale angeboten und auch regelrechte Fälschungen angefertigt.

## Galerie

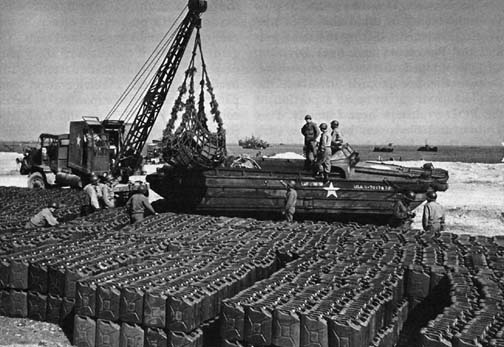
April 1944, britische Kraftstoff-Kanister bei der Vorbereitung der Landung der Alliierten in der Normandie
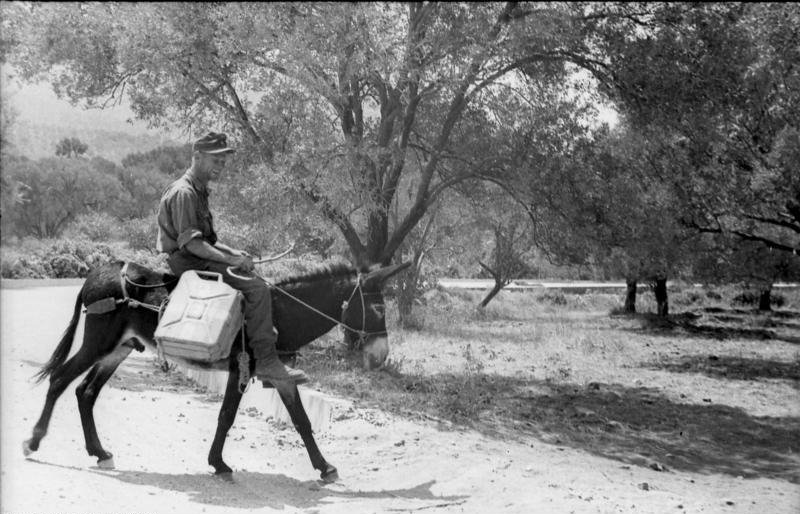
Italien 1944, Wehrmachtsoldat auf einem Esel mit Einheitskanister
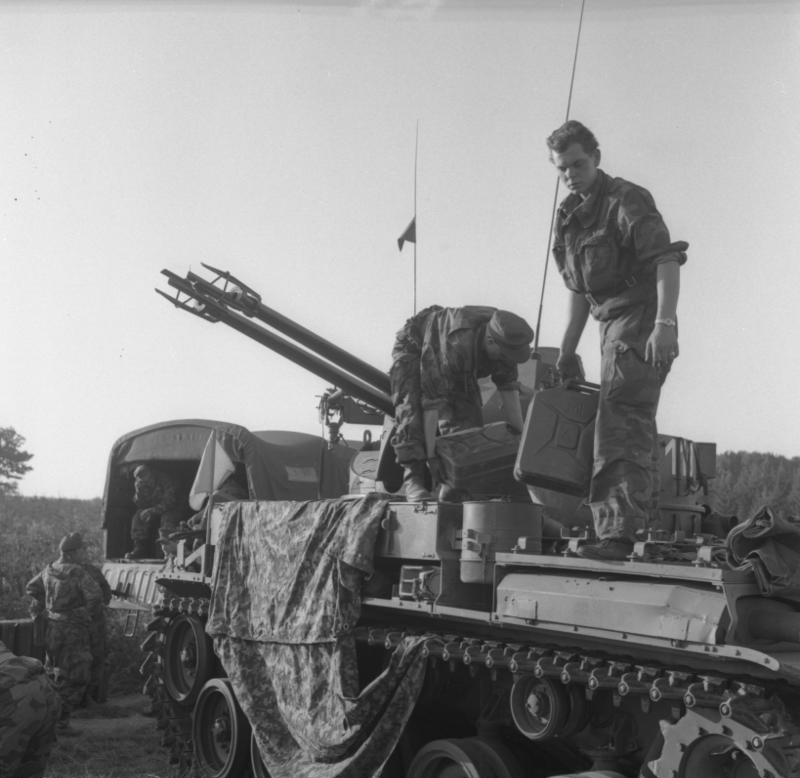
September 1958, Manöver der Bundeswehr, Betankung eines Flakpanzers M42 Duster mit 40-mm-Zwillingskanone mit Kanister
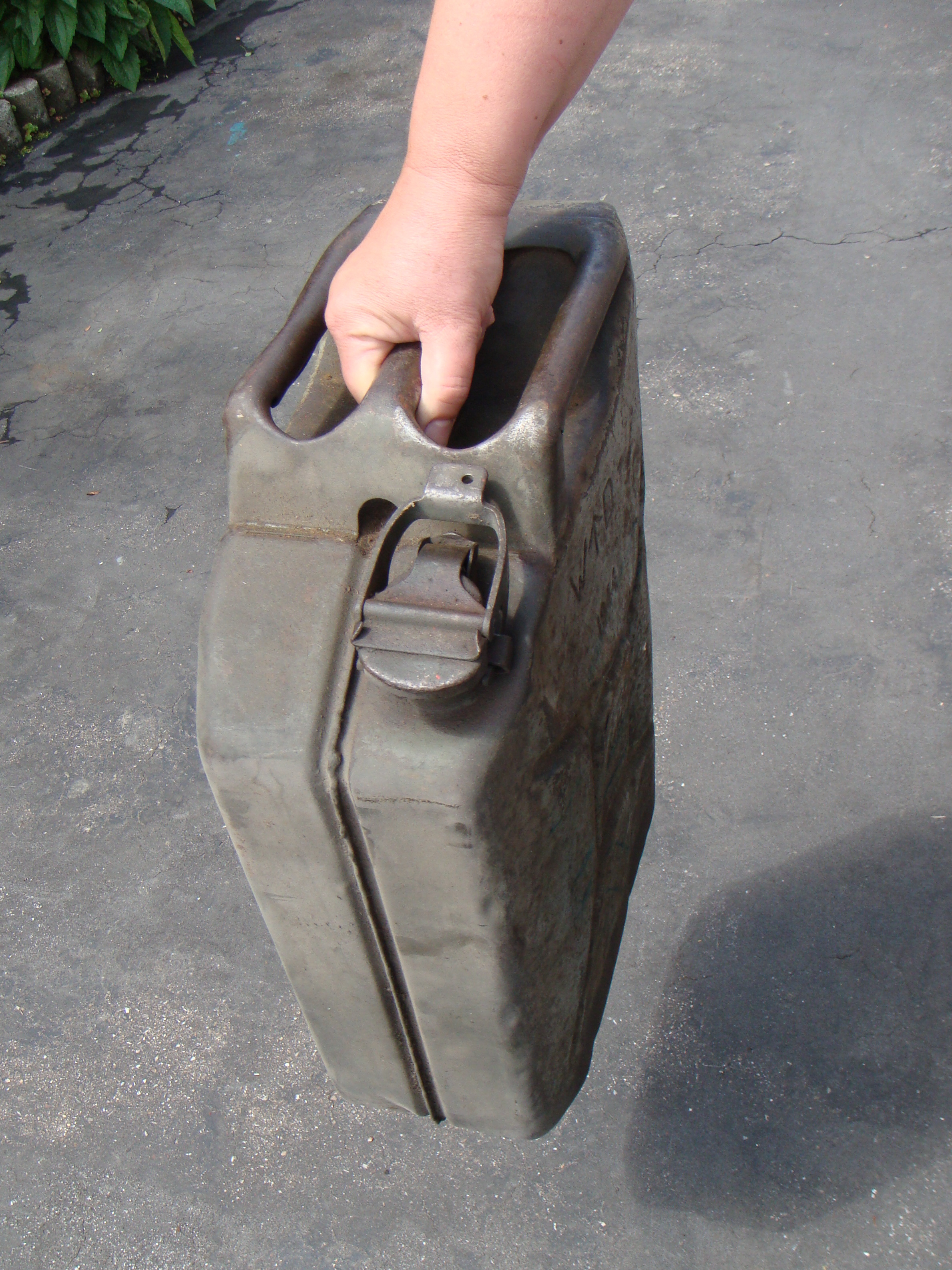
Nutzung der Griffe durch eine Person
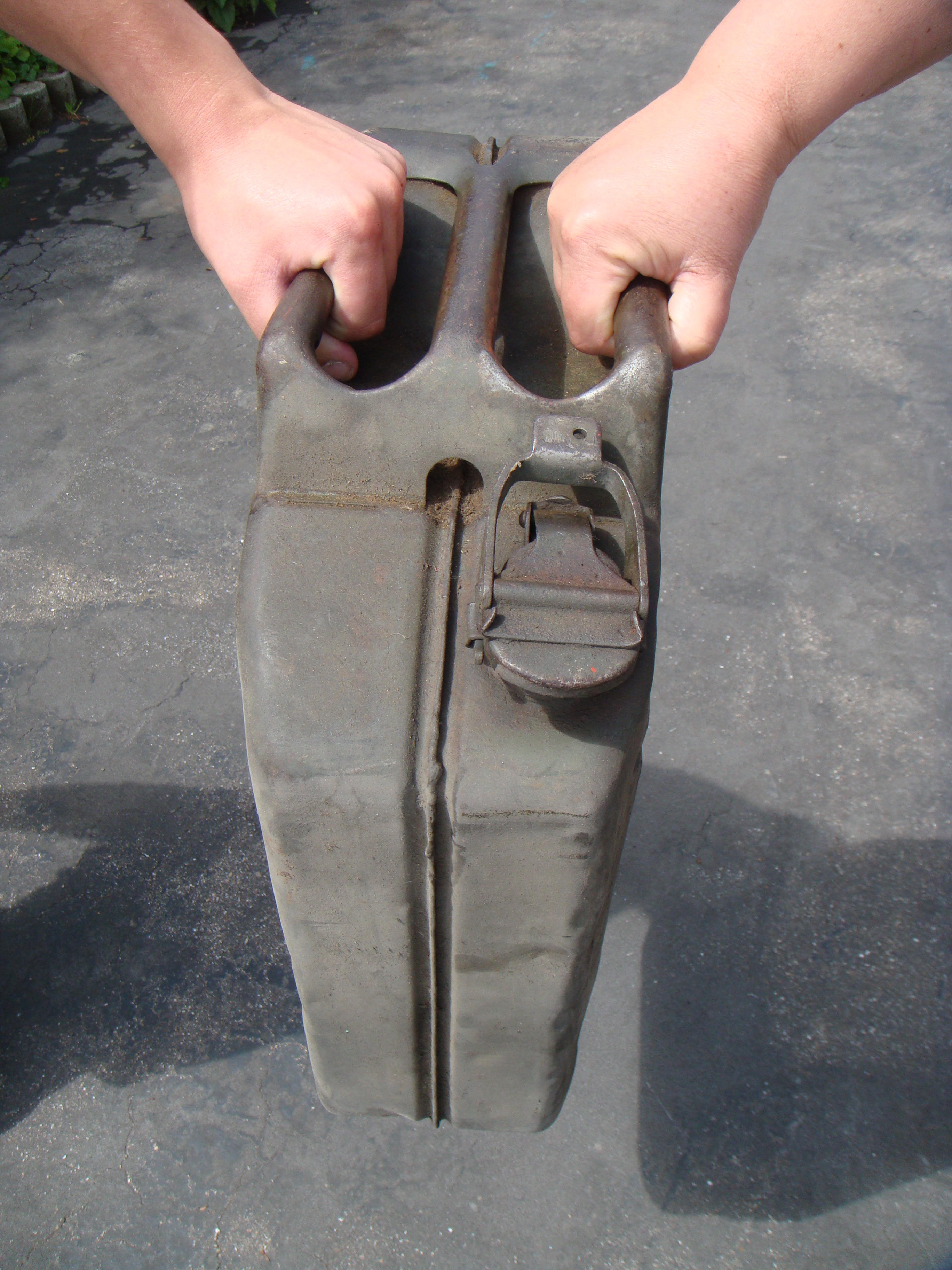
Nutzung der Griffe mit Lastverteilung auf zwei Personen